# Castel Focognano
Castel Focognano es una localidad italiana de la provincia de Arezzo , región de Toscana, con 3.327 habitantes.

Ubicación de la ciudad de Castel Focognano dentro de la provincia de Arezzo.

## Evolución demográfica
| Gráfica de evolución demográfica de Castel Focognano entre 1861 y 2001 |
|                                                                        |
| Fuente ISTAT - Elaboración gráfica por parte de Wikipedia              |